# Jennifer Lim

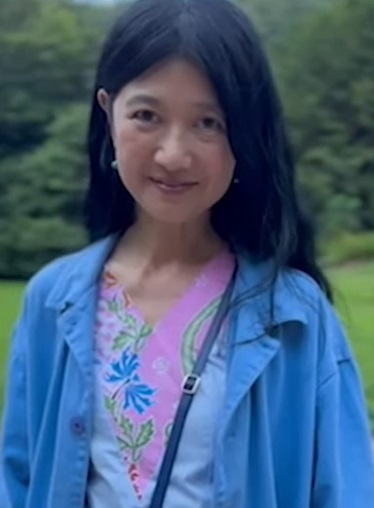
Jennifer Lim im Jahr 2024

Jennifer Lim (* 1980 in London) ist eine britische Schauspielerin.

## Leben und Leistungen
Lim debütierte in einer Folge der Fernsehserie Die Straßen von Berlin aus dem Jahr 1995. Es folgten einige kleine Nebenrollen, darunter an der Seite von Ewan McGregor und Anna Friel im Filmdrama Das schnelle Geld – Die Nick-Leeson-Story aus dem Jahr 1999. Bekannt machte Lim die Rolle der Japanerin Kana, die im Horrorfilm Hostel (2005) gefoltert wird.
In der britischen Horrorkomödien-Miniserie When Evil Calls (2006) übernahm Lim die Hauptrolle. Diese Miniserie gilt als die erste Fernsehserie, die alternativ zum Fernsehen und zum DVD-Vertrieb  die Besitzer der Mobiltelefone in der Form von 20 Folgen mit der Länge von wenigen Minuten herunterladen können.

## Filmografie (Auswahl)
- 1995: Die Straßen von Berlin – Dunkelrote Rosen
- 1999: Das schnelle Geld – Die Nick-Leeson-Story (Rogue Trader)
- 2003: Code 46
- 2005: Pizza Girl
- 2005: Hostel
- 2006: Isolation 9 (Kurzfilm)
- 2006: When Evil Calls (Miniserie)
- 2008: Act of Grace
- 2010: Womb
- 2013: Faraway
- 2013: Piercing Brightness
- 2016: Sieben Minuten nach Mitternacht (A Monster Calls)
- 2025: Rosemead